# Edirne (circonscription électorale)
Pour la ville, voir Edirne.
La circonscription électorale de Edirne correspond à la province du même nom et envoie 4 députés à la Grande assemblée nationale de Turquie (3 entre 2011 et 2018).

## Composition
La circonscription de Edirne est divisée en 9 districts (ilçe). Chaque district est composé d'un chef-lieu et de municipalités (communes et villages).

## Résultats électoraux

### Élections législatives de 2018
| Partis                   | Partis                                        | Voix    | %     | Sièges | +/-           | Élus                              |
| ------------------------ | --------------------------------------------- | ------- | ----- | ------ | ------------- | --------------------------------- |
|                          | Parti républicain du peuple (CHP)             | 125 476 | 45,40 | 2      |               | Okan Gaytancıoğlu et Erdin Bircan |
|                          | Parti de la justice et du développement (AKP) | 78 982  | 28,58 | 1      | en stagnation | Fatma Aksal                       |
|                          | Le Bon Parti (İYİ)                            | 43 214  | 15,65 | 1      | Nv.           | Orhan Çakırlar                    |
|                          | Parti d'action nationaliste (MHP)             | 13 958  | 5,05  | 0      | en stagnation |                                   |
|                          | Parti démocratique des peuples (HDP)          | 10 181  | 3,68  | 0      | en stagnation |                                   |
|                          | Parti de la félicité (SP)                     | 2 846   | 1,03  | 0      | en stagnation |                                   |
|                          | Parti patriote (VATAN)                        | 885     | 0,32  | 0      | en stagnation |                                   |
|                          | Parti de la cause libre (HÜDA PAR)            | 617     | 0,22  | 0      | en stagnation |                                   |
|                          | Indépendants (Ind.)                           | 218     | 0,08  | 0      | en stagnation |                                   |
|                          |                                               |         |       |        |               |                                   |
| Total                    | Total                                         | 276 377 | 100   | 4      | 1             | -                                 |
| Inscrits / participation | Inscrits / participation                      | 311 104 | 88,45 |        |               |                                   |

### Élections législatives de 2023
| Partis                   | Partis                                        | Voix    | %     | Sièges | +/-           | Élus                          |
| ------------------------ | --------------------------------------------- | ------- | ----- | ------ | ------------- | ----------------------------- |
|                          | Parti républicain du peuple (CHP)             | 114 665 | 39,38 | 2      | en stagnation | Ediz Ün et Ahmet Baran Yazgan |
|                          | Parti de la justice et du développement (AKP) | 69 383  | 23,83 | 1      | en stagnation | Fatma Aksal                   |
|                          | Le Bon Parti (İYİ)                            | 59 583  | 20,46 | 1      | en stagnation | Mehmet Akalın                 |
|                          | Parti d'action nationaliste (MHP)             | 22 515  | 7,73  | 0      | en stagnation |                               |
|                          | Parti de la gauche verte (YSP)                | 5 972   | 2,05  | 0      | en stagnation |                               |
|                          | Parti de la victoire (ZP)                     | 4 350   | 1,49  | 0      | Nv.           |                               |
|                          | Parti des travailleurs de Turquie (TIP)       | 3 227   | 1,11  | 0      | en stagnation |                               |
|                          | Parti de la patrie (M)                        | 2 580   | 0,89  | 0      | Nv.           |                               |
|                          | Nouveau parti de la prospérité (YRP)          | 1 995   | 0,69  | 0      | Nv.           |                               |
|                          | Parti jeune (GP)                              | 1 603   | 0,55  | 0      | en stagnation |                               |
|                          | Parti de la justice (AP)                      | 736     | 0,25  | 0      | Nv.           |                               |
|                          | Parti de la grande unité (BBP)                | 710     | 0,24  | 0      | en stagnation |                               |
|                          | Parti de la mère patrie (ANAP)                | 533     | 0,18  | 0      | en stagnation |                               |
|                          | Parti patriote (VATAN)                        | 507     | 0,17  | 0      | en stagnation |                               |
|                          | Parti de gauche (SOL)                         | 433     | 0,15  | 0      | en stagnation |                               |
|                          | Parti des droits et libertés (HAK)            | 378     | 0,13  | 0      | en stagnation |                               |
|                          | Parti de la nation (MP)                       | 372     | 0,13  | 0      | en stagnation |                               |
|                          | Parti de libération du peuple (HKP)           | 351     | 0,12  | 0      | en stagnation |                               |
|                          | Parti de la justice et de l'unité (AB)        | 313     | 0,11  | 0      | Nv.           |                               |
|                          | Parti de la route nationale (MYP)             | 287     | 0,10  | 0      | Nv.           |                               |
|                          | Parti communiste de Turquie (TKP)             | 272     | 0,09  | 0      | en stagnation |                               |
|                          | Mouvement communiste (TKH)                    | 111     | 0,04  | 0      | Nv.           |                               |
|                          | Parti de l'innovation (YP)                    | 91      | 0,03  | 0      | Nv.           |                               |
|                          | Parti de l'union du pouvoir (GBP)             | 5       | 0,00  | 0      | Nv.           |                               |
|                          | Indépendants (Ind.)                           | 212     | 0,07  | 0      | en stagnation |                               |
|                          |                                               |         |       |        |               |                               |
| Total                    | Total                                         | 291 184 | 100   | 4      | en stagnation | -                             |
| Inscrits / participation | Inscrits / participation                      | 320 299 | 90,31 |        |               |                               |